# バリューエンジニアリング
バリューエンジニアリング（Value Engineering）とは、製品や役務（サービス）などの価値（=製造・提供コストあたりの 機能・性能・満足度など）を最大にしようという体系的手法。
日本語で価値工学（かちこうがく）、あるいは英語の頭文字をとってVEと表現されることが多い。

## 概要
まず、提供しようとしている商品やサービスが、そもそも誰のためのもの・ことであるのか、何のためのもの・ことであるのか（=機能）を検討・明確化し、商品やサービスの「価値」を、その「機能」と「コスト」の関係で表し、価値を向上させることを目的とする。その3者の関係を式に表すと、以下のような式で表される。
```
価値（Value） = 機能（Function） / コスト（Cost）
```

上記式は、VEにおける価値とは、機能がもたらす満足度とコストの妥当さの度合いだと見なすことを表している。
バリューエンジニアリング活動を実施する際は、異なる分野の専門家を集めることで組織横断的なチームを編成する。これは、多角的な視野により分析を行うことで、新たな切り口による価値改善を目指すためである。

### VEの定義
ＶＥとは、最小のライフサイクルコストで、必要な機能を確実に達成するために、製品やサービスの機能的研究に注ぐ組織的努力である。

### VEの基本原則
価値ある製品やサービスを追求するための個々の行動や活動を正しい方向に誘導、あるいは指導するための法則のことであり、VE活動の行動指針。

優れたVE成果を収めるためには、5つの基本原則を遵守することが必須条件である。
1. 使用者優先の原則
2. 機能本位の原則
3. 創造による変更の原則
4. チーム・デザインの原則
5. 価値向上の原則

### VE実施手順
VE活動の展開には、つぎのようなVE実施手順がある。このステップにしたがって問題解決を手順よくすすめることによって、問題の焦点がおのずと明確になるだけでなく、VEを実施する当事者にとっても高い動機が得られ、もれのない、かつ密度の高い創造ができ価値ある代替案を提示することが可能になる。
1.機能定義
1.VE対象の情報収集
2.機能の定義
3.機能の整理
2.機能評価
4.機能別コスト分析
5.機能の評価
6.対象分野の選定
3.代替案作成
7.アイデア発想
8.概略評価
9.具体化
10.詳細評価

### 歴史
バリューエンジニアリングは1947年にアメリカで開発されたバリューアナリシス（Value Analysis、VA）が母体となっている。GEの技術者ローレンス・D・マイルズ(Lawrence Delos Miles 1904-1985)が開発者である。着想のきっかけとして、以下のような話が伝わっている。
1940年代の中頃、GE社では製品の塗装のため、オーバーヘッド型コンベアを用いて、次々に流れてくる製品に塗料を吹き付ける作業を行っていたが、必然の結果として塗料がコンベアを伝わって床に流れ落ちていた。塗料は可燃性物質であり、引火すると危険なため、GEでは社内の火災防止規則としてコンベアの下にアスベストシートを敷くことを義務付けていた。しかし、戦争が終わった直後の材料難で、アスベストシートの入手が非常に困難であった。そこでマイルズは、「アスベストと同じ効用を持ち、もっと安い材料が他にないか」と思い、不燃材の業者に協力を依頼しつつ、ついにその代替品を見つけた。しかしGEはそれを不可とした。火災防止規則では、アスベストシートを使わなければならないからである。マイルズはあきらめず、その代替品の実験を行ってアスベストシートと同じ効用を持つことを証明した。やがてGEは火災防止規則を改正し、その代替品を全面的に採用した。
その後、1954年にアメリカ国防総省船舶局が「バリューエンジニアリング」と呼んで導入し、以後この名前が一般的になった。
他に「戦時中、より少ない資材、工数及び、代替資材で同等の機能を有する製品を使用する事を目的とした戦時設計に端を発する」という説もある。
日本への導入は、日本生産性本部(現、社会経済生産性本部)が米国に派遣したコスト・コントロール視察団により、1955年にコスト低減の方法としてその導入と適用を持ち帰り報告したことが、コスト低減を目指す製造業から導入されるきっかけとなった。より低コストの材料の採用を狙って資材部門から導入が始まり、その後企画部門や設計部門、製造部門へもこの手法が広まっていった。バリューエンジニアリングの適用範囲は間接部門、サービス業などの非製造業へも適用が広がっていった。

### VEの考え方
VEでは、対象を目的と機能に分解する。
例えば、コップは「水をその場所に固定しておく」という目的と、「水を通さない物質で周りを囲む」という機能に分けられる。
VEでは、この「水をその場所に固定しておく」という目的を他の手段で実現できないかを考える。
水がその場所に固定できておければいいのだから、例えば「その空間を0度以下に冷やして水が移動しないようにする」「水にゼラチンを混ぜてゼリー状にする」など
さまざまな発想が生まれる。

### 適用範囲
代表的な適用範囲とその部門を挙げる。
- 新製品開発
  - 企画部門、設計部門

- 量産後の製品の改良
  - 設計部門、製造部門

- QCサークル活動
  - 製造部門

- 業務改善
  - 間接部門、非製造業

その他、行政（政府、地方自治体など）における、誰のため何のために行っているのか不明瞭になってしまっており、肥大化してしまった、国民・市民にとって害の大きい事業や事業計画（例えば土木事業のそれ）の改善に用いられることもある。

## 価値向上の形態
VEでは基本的に、価値の向上が、機能とコストを次のように変化させることで実現できる、と考える。
（↑はUp、→は維持、↓はDownの意味）
- （1）コストダウンによる価値向上

価値（Value）↑ = 機能（Function）→ / コスト（Cost）↓
同じ機能のものを安いコストで手に入れる。
- （2）機能UPによる価値向上

価値（Value）↑ = 機能（Function）↑ / コスト（Cost）→
同じコストで、より優れた機能をもったものを手に入れる。
- （3）機能UP　&　コストダウンによる　価値向上

価値（Value）↑ = 機能（Function）↑ / コスト（Cost）↓
より優れた機能を果たすものを、より安いコストで手に入れる。
- （4）機能UP　&　コストUPによる　価値向上

価値（Value）↑ = 機能（Function）↑↑ / コスト（Cost）↑
コストは上がるが、なお優れた機能をもったものを手に入れる。

## VE関連の協会と専門資格
日本バリュー・エンジニアリング協会は、バリューエンジニアリングの専門家認定のため、VEL/VES/CVSの3段階の専門資格を認定している。

### VEL（VEリーダー）
VEL (Value Engineering Leader) は、日本バリュー・エンジニアリング協会が認定する、バリューエンジニアリングの専門家認定のための専門資格の内のひとつ。認定のためには、認定試験を受験しなければならない。認定試験の受験資格を得るには、所定の基礎講習を受講しなければならない。

職場やグループでの活動において、VE活動のリーダーを務めるために必要な基礎知識をもっている人材であることを日本バリュー・エンジニアリング協会が認定するもの。

### VES（VEスペシャリスト）
企業、団体等の組織でVE活動の実施、推進の任に就く責任者、担当者などの方々が、VE専門家として備えるべき諸知識や技術、経験を持っている人材であることを日本バリュー・エンジニアリング協会が認定するもの。

### CVS（Certified Value Specialist）
VEの実践を担う人材を広く育成するために、VEに関する正しい知識と極めて高いスキルを持つ人材に与えられるもの。

日本でのCVS認定試験および再認定審査は、米国VE協会との提携により日本バリュー・エンジニアリング協会が代行している。

## 関連書
- E.I.A. 『バリュー・エンジニアリング :コスト・ダウンの組織的方法』玉井正寿 訳、ダイヤモンド社、1961年
- ローレンス・D・マイルズ『価値分析のすすめ方』産業能率短期大学価値分析研究会 訳、1962年
- 玉井正寿『図表でわかる生産管理のすすめ方』経林書房、1963年
- アメリカ国防省『価値分析ハンドブック』玉井正寿 監修、産業能率短期大学価値分析研究会 訳、産能短大出版部、1964年10月
- 玉井正寿『価値分析教科書 :コストダウンのバイブル』産業能率短期大学出版部、1965年
- レイセオン社『価値分析ワークブック』玉井正寿 監修、荻原洋太郎・藤田恒夫 訳、産業能率短期大学出版部、1967年10月
- 玉井正寿『機能分析』産業能率短期大学出版部、1967年11月
- トーマス・A・ゴールドマン『意思決定の評価基準 :コスト・エフェクティブネス分析』玉井正寿 監訳、産業能率短期大学出版部、1972年
- アメリカ国防総省『価値分析ハンドブック :VA/VEの進め方 解説つき』玉井正寿 訳、産業能率短期大学出版部、1973年
- アーサー E.マッジ（Mudge, Arthur E）『VEアプローチ-実例による分析の手順』玉井正寿監修、中神芳夫 訳、山路陽三 訳、鈴木長生 訳、産業能率短期大学出版部、1974年
- 馬場勇『建設コストダウンへの手法―バリュー・エンジニアリング』 1975年
- 玉井正寿『価値分析』森北出版、1978年11月
- ローレンス・D・マイルズ『VA/VEシステムと技法』玉井正寿 監訳、日刊工業新聞社、1981年1月
- 玉井正寿『VEと標準化 :その考え方と実施例』、日本規格協会、1981年3月
- 秋山兼夫『バリュー・エンジニアリング入門』日本規格協会　1995年
- 産能大学VE研究グループ『新・VEの基本―価値分析の考え方と実践プロセス』1998年
- 土屋 裕、中神 芳夫『VE Program Learning〈1〉価値追求の基礎』2003年
- 豊田 陽一 『理論的発想でVE(バリュー・エンジニアリング）』 RENAISSANCE BOOKS、2006年
- 横田尚哉『ワンランク上の問題解決の技術《実践編》 視点を変える「ファンクショナル・アプローチ」』2008年
- National Academy of Sciences, Value engineering in Federal construction agencies, 1969
- United States. Army. Corps of Engineers,  Value engineering officer's operational guide, 1976
- Richard J. Park, Value engineering: a plan for invention, 1999
- Federal Facilities Council, Sustainable federal facilities--: a guide to integrating value engineering ,2001
- Del L. Younker, Value engineering: analysis and methodology, CRC Press, 2003